# Мъжки мечти
„Мъжки мечти“ (на английски: An Everlasting Piece) е американска комедия от 2000 г. на режисьора Бари Левинсън, с участието на Бари Макевой (който е сценарист на филма), Браян Ф. О'бърн, Ана Фриел и Били Конъли.

## Актьорски състав
- Бари Макевой – Колм
- Браян Ф. О'бърн – Джордж
- Ана Фриел – Брона
- Полин Маклин – Герти
- Лорънс Кинлан – Мики
- Били Конъли – Скалпър
- Енда Оутс – Детектив